# Batalla de Marcela
La batalla de Marcela (en búlgaro: Битката при Маркели; en griego: Μάχη των Μαρκελλών) tuvo lugar en el año 792 en Markeli, cerca de la moderna ciudad de Karnobat en el sureste de Bulgaria.

## Orígenes
En abril de 791, el emperador bizantino Constantino VI inició una campaña contra Bulgaria en respuesta a la invasión búlgara en el valle Struma en el año 789, cuando el ejército del kan Kardam derrotó a los bizantinos, matando al strategos Filites de Tracia. La campaña fue dirigida hacia el este para distraer la atención del Kan desde el suroeste. Los ejércitos se encontraron cerca de la fortaleza de Provat (a 20 kilómetros al este de Odrin) y los bizantinos se vieron obligados a retirarse, pero su derrota no fue decisiva y en el año siguiente la campaña fue renovada.

## Batalla

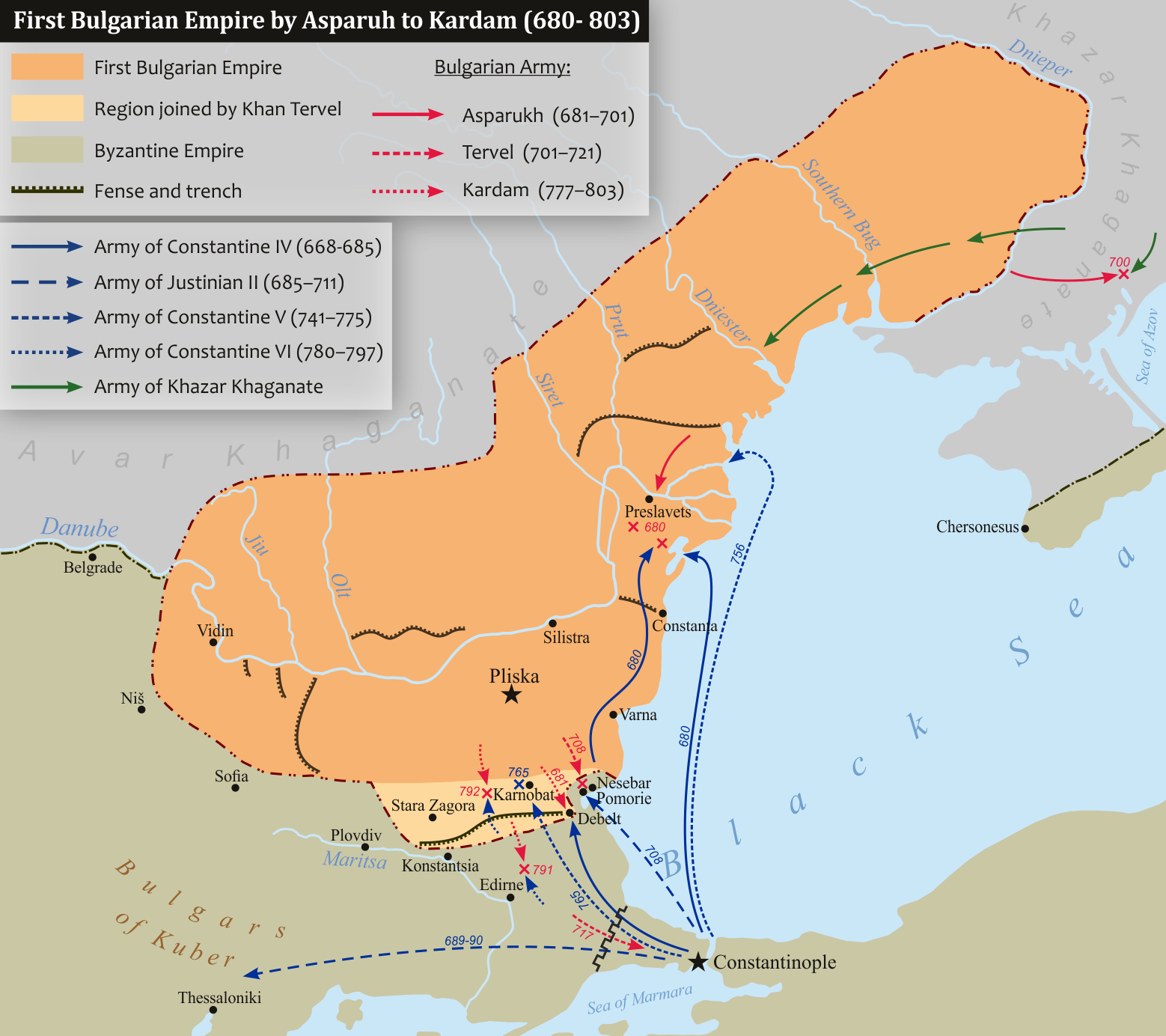
El Imperio Búlgaro desde Asparuh hasta Kardam (680-803)

Esta vez, los bizantinos llegaron a Marcela y el 20 de julio se reunieron las fuerzas búlgaras. Por varios días el emperador no se atrevió a atacarlos y los búlgaros tuvieron tiempo suficiente para hacer una emboscada en los pantanosos bosques de la zona. Al final, Constantino VI fue convencido por los astrólogos que las estrellas presagiaban la victoria y atacó. En un principio los bizantinos hicieron errores tácticos, avanzaron sin orden y fueron barridos fácilmente por una emboscada. Un arma llamada Arkani fue utilizado por los búlgaros en esta batalla: el Arkani consistía en un palo largo con un accesorio similar a un lazo en un extremo. Fue una excelente arma contra la caballería ya que el jinete podría fácilmente ser derribado de la silla por un guerrero experto, armado con el Arkani. Los búlgaros lograron una victoria impresionante matando a la mayoría del ejército enemigo y capturando a los sirvientes del emperador y su tienda.

## Consecuencias
La victoria tuvo un gran significado político. Las décadas de crisis fueron finalmente superadas, los bizantinos se vieron obligados una vez más a rendir homenaje a los kanes búlgaros. Bulgaria entró en el siglo IX consolidada, más fuerte y unida.